# Y se le quema la casa
Et voilà que sa maison brûle
L'eau-forte Y se le quema la casa (en français Et voilà que sa maison brûle) est une gravure de la série Los caprichos du peintre espagnol Francisco de Goya. Elle porte le numéro dix-huit dans la série des 80 gravures. Elle a été publiée en 1799.

## Interprétations de la gravure
Il existe divers manuscrits contemporains qui expliquent les planches des Caprichos. Celui qui se trouve au Musée du Prado est considéré comme un autographe de Goya, mais semble plutôt chercher à dissimuler et à trouver un sens moralisateur qui masque le sens plus risqué pour l'auteur. Deux autres, celui qui appartient à Ayala et celui qui se trouve à la Bibliothèque nationale, soulignent la signification plus décapante des planches.
- Explication de cette gravure dans le manuscrit du Musée du Prado :
Ni acertará a quitarse los calzones ni dejar de hablar con el candil hasta que las bombas de la villa le refresquen. Tanto puede el vino!.
(Il n'arrivera même pas à enlever sa culotte ni à cesser de parler à la lampe jusqu'à ce que les pompes de la ville le rafraîchissent. Tel est le pouvoir du vin !)[3].

- Manuscrit de Ayala :
No acierta a ponerse ni quitarse los calzones un viejo que se arde todo de lascivia.
(Il n'arrive ni à mettre ni à enlever sa culotte, ce vieux qui brûle de lascivité)[3].

- Manuscrit de la Bibliothèque nationale :
Los viejos lascivos se queman vivos, y están siempre con las bragas en la mano.
(Les vieux lascifs brûlent vifs et ont toujours les culottes à la main)[3].

Le fait d'être vieux pour l'ivrogne, rehausse le vice, étant donné que les ans généralement apportent réflexion et modération. La légende également augmente l'intention satirique, en montrant les inévitables conséquences de son vice: la maison brûle.
Selon Helman, la nouvelle des incendies dans le quartier des alfatiers était fréquente dans les journaux, qui attribuaient très souvent ces incendies à l'ivrognerie des alfatiers.

## Technique de la gravure
Le premier dessin préparatoire, correspond au numéro 86 de l'Album B, représente un motif différent, qui montre un homme montant ses pantalons et il porte la légende : Buen sacerdote, ¿dónde se ha celebrado? (Bon prêtre, où a-t-il célébré ?). Dans le second dessin, l'action est différente, et il est écrit : Espartero borracho que no acierta a desnudarse y dando buenos consejos a un candil incendia la casa (Alfatier soûl qui n'arrive pas à se déshabiller et qui est en train de donner de bons conseils à une lampe qui met le feu à la maison. Le dessin mesure 239 × 165 mm.
L'expression de cet ivrogne est très réussie ; elle reflète l'euphorie brumeuse du vin. Le geste maladroit des mains qui ne réussissent pas à enlever les pantalons, renforce l'action et en plus la lampe est en train de brûler la chaise ce dont il ne s'aperçoit pas, ce qui nous montre son total manque de lucidité. L'estampe mesure 216 × 152 mm sur une feuille de papier de 306 × 201 mm. Dans la marge supérieure à droite : 18.

## Catalogue
- Numéros de catalogue G02106 au Musée du Prado.
- Numéro de catalogue du dessin préparatoire D04194 au Musée du Prado.
- Numéro de catalogue 51-1-10-18 au Musée Goya de Castres.
- Numéros de catalogue ark:/12148/btv1b84517413.r, ark:/12148/btv1b8451743x.r et ark:/12148/btv1b8451742h.r de l'estampe chez Gallica.